# (17505) 1992 GO2
A (17505) 1992 GO2 a Naprendszer kisbolygóövében található aszteroida. Eric Walter Elst fedezte fel 1992. április 4-én.